# Зіндельс Абрам Мойсейович

Зі́ндельс Абра́м Мойсе́йович (1915 — 20 жовтня 1943) — Герой Радянського Союзу.

## Біографія
Народився в 1915 р. у смт Липовець. Єврей. Член ВЛКСМ із 1931 р.
Учився в будівельному технікумі в м. Вінниця, потім — у ФЗУ. Працював токарем на Липовецькій МТС. У Радянській Армії з 1940 р. Закінчив курси молодших лейтенантів. Учасник Великої Вітчизняної війни з червня 1941 р. 
Воював на Південно-Західному фронті, був командиром взводу 434-го стрілецького полку 169-ї стрілецької дивізії. У вересні 1941 року дивізія була оточена, потрапив у полон. Звільнений  наступаючими частинами Південного фронту на початку 1943 року. Після перевірки був направлений в 9-й запасний стрілецький полк 2-ї гвардійської армії. Повернувшись на фронт, воював у 690-му стрілецькому полку 126-ї стрілецької дивізії командиром стрілецького взводу. Воював на Сталінградському і Південному фронтах. 
Особливо відзначився у боях за визволення міста Мелітополя Запорізької області. 18 жовтня 1943, діючи на чолі штурмової групи, молодший лейтенант Зіндельс вибив противника з двох кварталів міста. Його група знищила 23 вогневі точки: кулемети і скорострільні гармати, встановлені в підвалах і на дахах будівель. 
20 жовтня при контратаці противника молодший лейтенант Зіндельс потрапив в оточення. Відбиваючі контратаку гітлерівців, його бійці спалили пляшками з горючою сумішшю 5 танків і самохідну установку, знищили понад 30 ворожих солдатів. Один танк особисто підпалив молодший лейтенант Зіндельс. Залишившись один, підпустив фашистів на близьку відстань та протитанковою гранатою підірвав себе і ворогів, що його оточили. Був похований на східній околиці міста Мелітополя.

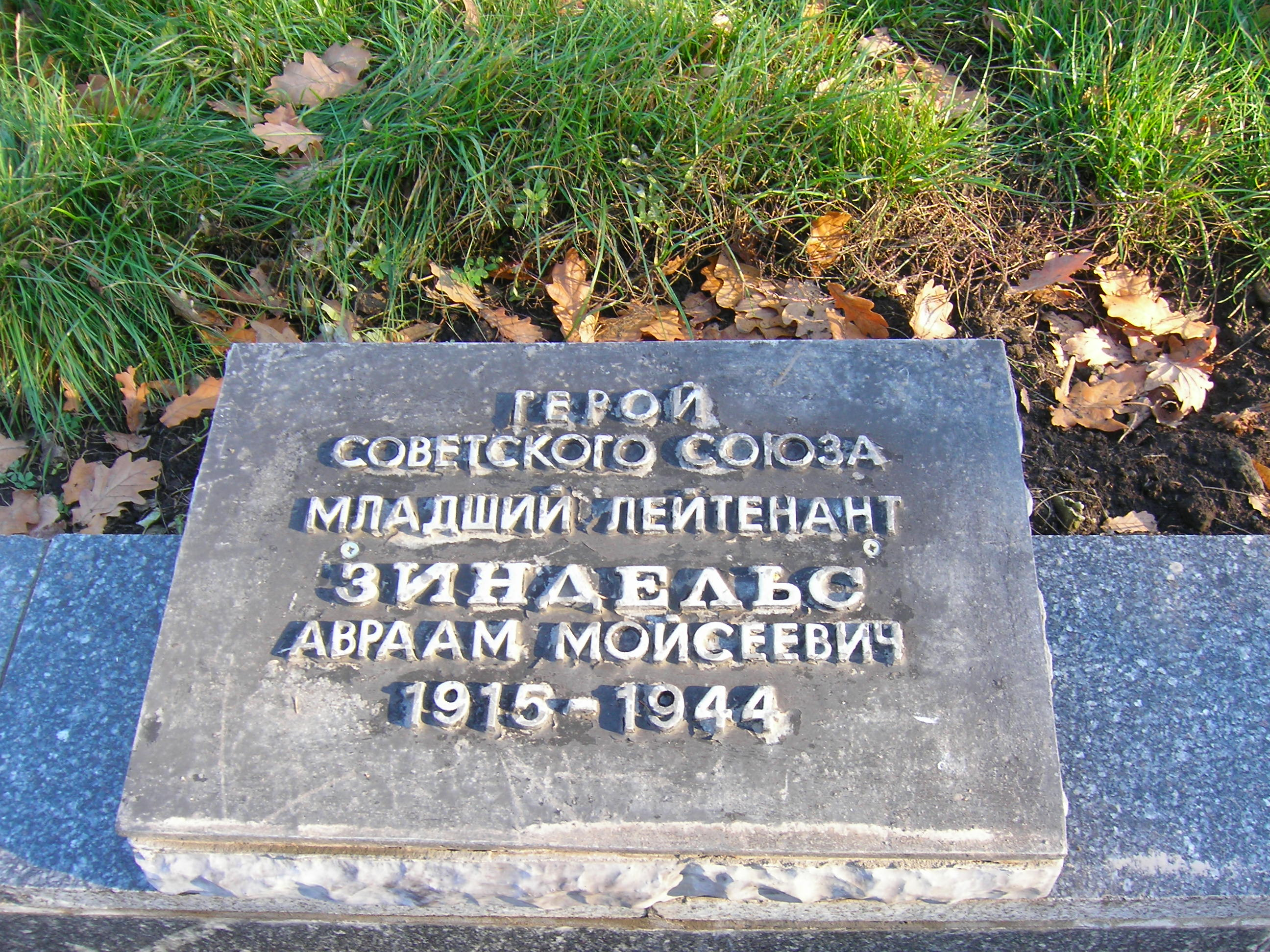
Меморіал у Липовці

## Нагороди
За зразкове виконання бойових завдань командування по прориву сильно укріпленої смуги німців і звільнення міста Мелітополя і виявлені при цьому відвагу і геройство Указом Президії Верховної Ради СРСР від 1 листопада 1943 року командирові стрілецького взводу 2-го стрілецького батальйону 690-го стрілецького полку 126-ї Горловської стрілецької дивізії 51-ї армії Південного фронту молодшому лейтенантові Зіндельсу Абраму Мойсейовичу посмертно присвоєно звання Героя Радянського Союзу.
Нагороджений орденом Леніна, медаллю «За відвагу». 

## Пам'ять
Ім'я Героя носять вулиці в містах Липовець і Мелітополь. У місті Вінниця на будівлі будівельного технікуму, в якому навчався А. М. Зіндельс, встановлена меморіальна дошка.